# しがらみ草紙
しがらみ草紙（しがらみぞうし）は、森鷗外が主宰した月刊の文芸雑誌（文芸評論誌）である。1889年10月創刊・1894年8月終刊（全59冊）。新声社およびしがらみ社が発行した。

## 概要
1889年8月に新声社より出版の共訳詩集『於母影』の稿料収入を利用し、同年10月創刊された。「文壇の流れにしがらみをかける」という意味でこの誌名になった。鷗外は小説「うたかたの記」を発表し加えて「即興詩人」など西洋文学の翻訳を掲載、1891年9月から1892年6月まで坪内逍遥と鷗外との間で行われた文学論争である「没理想論争」の主舞台となったことでも有名。鷗外が日清戦争従軍のため1894年8月に日本を離れたことに伴い終刊した。

## 主な執筆者
- 尾崎紅葉
- 落合直文
- 幸田露伴
- 与謝野鉄幹
- 斎藤緑雨
- 内田魯庵
- 森田思軒 [2]